# Harry F. Byrd, Jr.
Harry Flood Byrd, Jr. (20 de diciembre de 1914 – 31 de julio de 2013) fue un horticultor, editor de periódicos y político estadounidense. Sirvió en el Senado de Virginia y luego representó a Virginia en el Senado de los Estados Unidos, sucediendo a su padre, Harry F. Byrd Sr. Su servicio público abarcó treinta y seis años, mientras era editor de varios periódicos de Virginia. Después del declive de la Organización Byrd debido a su resistencia masiva a la integración racial de las escuelas públicas, abandonó el Partido Demócrata en 1970, citando su preocupación por su inclinación hacia la izquierda. Rehabilitó su carrera política, convirtiéndose en el primer independiente en la historia del Senado de los Estados Unidos en ser elegido por mayoría del voto popular. 